# Йежи Новошелски
Йѐжи Новошѐлски (на полски: Jerzy Nowosielski) (роден на 7 януари 1923 г. в Краков, умира на 21 февруари 2011 г. в Краков) е полски художник, сценограф, философ и православен теолог. Смятан за един от най-известните съвременни полски иконописци.

## Биография
Майка му е католичка, а баща му – уният. През 1940 г. започва да учи в Staatliche Kunstgewerbeschule Krakau (Държавно училище за художествени занаяти) при проф. Станислав Камоцки.
В годините 1942 – 1943, по време на своя новициат, следва иконопис в униятски манастир близо до Лвов. След като се завръща в Краков е свързан с кръга на бъдещата Краковска група. През годините 1945 – 1947 учи в Академията за изящни изкуства в Краков при проф. Еугениуш Айбиш. На I изложба за съвременно изкуство в Краков представя свои картини в стил геометрична абстракция.
В началото на своята артистична кариера е асистент на Тадеуш Кантор и е под влиянието на Тадеуш Бжозовски. В периода на соцреализма се занимава със сценография. Първата му изложба е през 1955 г., веднага след това представя Полша на биеналето във Венеция (1956) и Сао Пауло (1959).
От 1976 г. е професор в Академията за изящни изкуства в Краков и член на Полската академия на науките и Краковската група (артистично студентско сдружение).
През 1996 г. заедно със съпругата си основава Фондация Новошелски, чиято цел е да подкрепя изключителните постижения на полската култура като отпуска стипендии и годишни награди.
Йежи Новошелски е погребан на 26 февруари 2011 г. на гробищния парк Раковицки в Краков.

## Творчество
Още от ранна възраст Йежи Новошелски е впечатлен от източното православие, в което е възпитаван (първоначално като уният, после като православен). Със своя неповторим почерк рисува икони и стенописи, както в православни и униятски, така и в католически храмове. Смята се за зограф и светски художник, който разработва почти всякакви сюжети – от композиции и актове, до пейзажи и натюрморти.
Иконописи на професора красят например Гръкокатолическата катедрала във Вроцлав, църквата „Въздвижение на Светия Кръст“ в Гурово Илавецке, параклиса на Духовната семинария в Люблин и много други. Автор е също така и на теоретичните разработки за иконите и живописта: „Wokół ikony. Rozmowy z Jerzym Nowosielskim“ (1985) и „Inność prawosławia“ (1991).

## Награди и отличия
- Награда на Министъра на културата и изкуството I степен (22 юли 1973 г.)
- Награда на името на Ян Цибис (1988 г.)
- Командорски кръст на Ордена на възродена Полша (1993 г.)
- Голям кръст на Ордена на възродена Полша (7 януари 1998 г.)
- Награда „TOTUS“ в категорията „За заслуги в сферата на християнската култура“ (2000 г.)
- Доктор хонорис кауза на Ягелонския университет (2000 г.)
- Златен медал „За заслуги в културата Gloria Artis“ (2008 г.)

На 11 май 2012 в Президентския дворец във Варшава е отворена зала Йежи Новошелски, в която са достъпни за гледане 10 произведения на художника.